# Czorbiwka
Czorbiwka (ukr. Чорбівка) – wieś na Ukrainie, w obwodzie połtawskim, w rejonie połtawskim, w hromadzie Biłyky. W 2001 liczyła 535 mieszkańców, wśród których 508 wskazało jako ojczysty język ukraiński, 11 rosyjski, a 16 inny.